# Kampen (Pays-Bas)
Pour les articles homonymes, voir Kampen.
Kampen est une commune et ville néerlandaise située dans la province d'Overijssel. Elle se trouve sur la rivière IJssel, en bordure des provinces de Gueldre et Flevoland. La commune de Kampen compte 54 572 habitants au 1er juillet 2021 avec plus de la moitié de la population résidant dans la ville. Fondée en 1286, la ville fait partie de la puissante Ligue hanséatique des villes du nord de l'Europe. Elle est réunie aux Provinces-Unies en 1578.

## Histoire

### Moyen Âge
Vers 1150, il y avait déjà des bâtiments construits en bois à l'endroit où se trouve l'actuelle ville de Kampen, mais le nom Kampen n'est mentionné qu'en 1227. Cependant, dans les archives municipales de Kampen, il existe encore une charte dans laquelle Abel, le roi des Danois et les esclaves et le duc de Jutland, un privilège accordé aux Ommelanders, daté du 24 septembre 1251. Kampen était déjà une ville importante et puissante à cette époque (que l'on surnommait la « Rotterdam du Moyen Âge ») et possédait une grande flotte de cogues. L'Ommelandvaart a été réalisé avec ces navires particuliers : le voyage en mer autour du Danemark jusqu'à la mer Baltique. Dans les villes de la mer Baltique, le sel était vendu que les cogues de Kampen avait apporté du Portugal. La ville a obtenu des privilèges urbains vers 1236, bien qu'il soit tout à fait possible que Kampen, comme Deventer, Steenwijk, Zwolle et Hasselt, soit devenue une cité grâce au droit coutumier. L'emplacement favorable sur la route commerciale très fréquentée entre la Zuiderzee et le Rhin a permis à Kampen de passer rapidement d'un simple établissement à une ville commerçante prospère qui deviendrait l'une des villes les plus puissantes et les plus importantes du nord-ouest de l'Europe. Au XIVe siècle, Kampen a négocié avec l'évêque d'Utrecht, Jean d'Arckel, l'échange du polder Mastenbroek pour le droit d'accrétion dans le delta de l'IJssel.
L'ensablement de l'IJssel à partir de 1430 met très progressivement fin à la prospérité de la cité de Kampen. Pendant longtemps, celle-ci n'a pas voulu être liée à une quelconque alliance et faire des concessions économiques et politiques à d'autres villes, comme c'était la coutume dans la Ligue hanséatique. Lorsque le comté de Hollande a mené la guerre contre cette dernière, la situation privilégiée a pris fin : la ville a été forcée de choisir l'un ou l'autre camp. Kampen était à l'origine plus orienté vers le commerce de la mer Baltique et le commerce avec l'arrière-pays du Rhin ; elle a donc officiellement rejoint la Ligue hanséatique en 1441. La ville a eu beaucoup d'influence au sein de cette alliance commerciale : malgré les fortes protestations des villes basses le long de l'IJssel et d'autres villes hanséatiques, il a été décidé en 1448 de construire un pont sur l'IJssel. Ce travail a été réalisé en un temps record de 5 mois. Avec ce pont, Kampen espérait avoir plus de liens commerciaux avec l'arrière-pays.

### Après le Moyen Âge
Le 11 août 1572, lors du siège de Kampen, la ville a été prise aux Espagnols par Guillaume van den Bergh, un beau-frère de Guillaume d'Orange. Après le Bain de sang de Zutphen du 15 novembre, cependant, la ville s'est livrée volontairement aux Espagnols. En 1578, la ville revint dans les mains de l'État rebelle au pouvoir espagnol après le siège de Kampen, dirigé par George de Lalaing.
La guerre de Hollande, entre les Provinces-Unies, l'Angleterre et la France, a marqué la fin définitive de l'énorme puissance de la ville. En raison du droit d'accrétion dans le delta de l'IJssel, la ville était devenue propriétaire du Kampereiland (nl) en constante expansion. À partir de 1500, les îles ont été louées. Les revenus locatifs sont devenus si importants que la ville n'a pas eu à prélever de taxes.
Kampen n'a retrouvé sa renommée qu'au XIXe siècle. À cette époque, Kampen était difficile à atteindre depuis la mer, car les zones humides environnantes étaient ensablées et donc peu profondes. Au cours des siècles précédents, le cours d'eau de l'IJssel a été dragué à plusieurs reprises, mais les coûts étaient relativement élevés et en quelques années, le lit de la rivière s'était à nouveau ensablé. L'IJssel avait plusieurs embouchures dans cette zone avec son delta. La principale route de navigation a également été détournée à plusieurs reprises en réponse à la trajectoire naturelle. Au XIXe siècle, une intervention active a commencé : les cours d'eau secondaires ont été barrés pour permettre de concentrer le débit sur un ou deux cours d'eau principaux avec une vitesse plus élevée. Cela avait l'avantage que moins de sable et de limon se déposaient, de sorte que la rivière se «désensablait» elle-même. Le personnage clé de cette innovation est Nicolaas Plomp (nl), architecte de la ville de Kampen. En plus de son travail pour l'actuel front IJssel pour la ville de Kampen, il était également impliqué dans l'ingénierie hydraulique. Avant 1839, il avait déjà construit des digues sur 2500 mètres de long dans le Keteldiep (nl) pour canaliser l'eau vers une embouchure déterminée.
En 1839, 900 mètres supplémentaires ont été ajoutés. Des matériaux issus de la muraille de la ville de Kampen ont été utilisés dans ces constructions. En raison de l'industrie émergente au XIXe siècle et de l'importance des routes de campagne et des chemins de fer, la vitesse des transports a également été accrue avec des routes pavées au lieu des traditionnelles routes de sable et de boue. Par exemple: en 1828 la route de Kampen a été améliorée, en 1837 la Zwolseweg a été transformée comme une route, en 1840 la route de Kampen à Genemuiden a été construite et enfin, en 1851 la Kamperstraatweg à Wezep, où elle était reliée à la Zuiderzeestraatweg. Des services de bateaux à vapeur ont également été ouverts : en 1844, vers Hambourg et en 1847, vers Kingston upon Hull.

### Histoire militaire

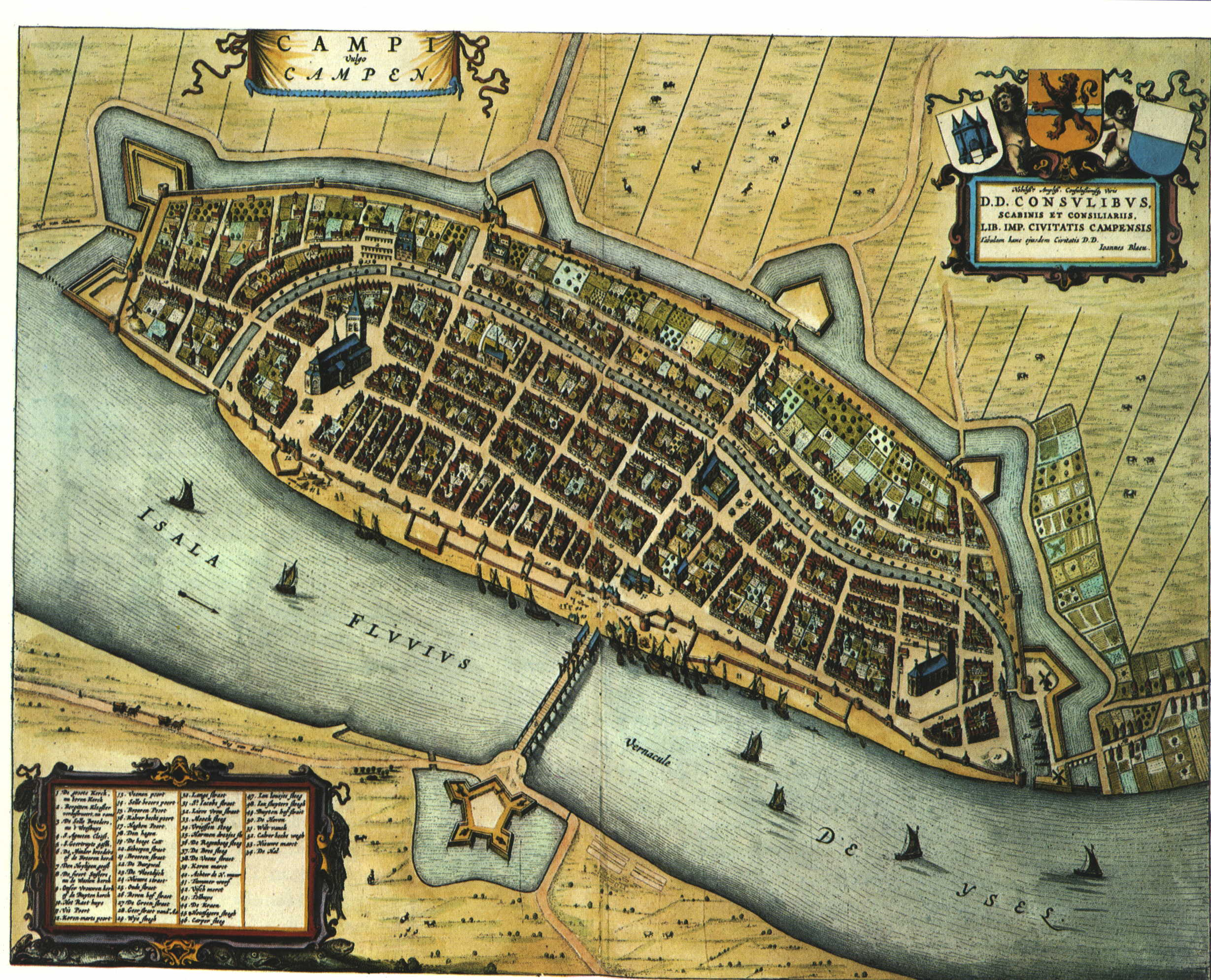
Plan de Kampen tiré de Blaeu's Toonneel der Steden de Willem et Johannes Blaeu (vers 1652).

Kampen avait à l'origine une enceinte autour de la totalité de la ville. Au XIVe siècle, celle-ci, côté terre, a été déplacée du Burgel vers l'endroit où les Ebbingestraten fonctionnent maintenant. Elle a également été agrandie de l'endroit où le Botervatsteeg court aujourd'hui vers le Hagenkade (quai de Hagen), afin d'enfermer aussi le quartier extérieur "De Hagen". Le long de l'IJssel, seule la partie de la Oudestraat, traditionnellement la rue qui longeait l'IJssel, a été déplacée vers la Voorstraat, où une partie du mur est encore visible aujourd'hui. La loi sur la forteresse de 1874 (nl) a donné aux villes la permission de démolir leurs fortifications afin de créer plus de zone résidentielle, mais Kampen était déjà obligé de démolir ses défenses à l'époque française. Les impôts n'étaient pas ou à peine perçus - auparavant, cela n'était pas nécessaire en raison des revenus des baux du Kampereiland - et l'entretien des défenses ne pouvait pas être payé. En 1809, on demanda donc à Louis Napoléon de démolir le mur sur la rive de l'IJssel. Cela fut donc autorisé, sauf quand cette structure pouvait encore servir de défense contre les inondations. Et cependant, certaines parties du mur n'ont pas non plus été démolies, car des habitations et des entrepôts avaient alors été construits en s'appuyant contre elle.
En 1812, l'enceinte côté terre fut également autorisée à être abattue. La démolition a commencé, mais n'a été achevée qu'au milieu des années 1930. Une partie des gravats a été utilisée pour les digues dans le Keteldiep. Les nombreuses grandes portes et toutes les poternes ont également été mises à bas. La Zwanenpoort était déjà démoli en 1803; en 1837, la Vispoort, qui donnait accès au pont; en 1843, la Venepoort (côté sud) et en 1893 la Hagenpoort (officiellement pour permettre l'expansion urbaine, officieusement parce que les gouttières devaient être remplacées, mais ce n’était pas possible). Après cela, Kampen est resté une ville de garnison importante, en raison de son emplacement stratégique à cette époque-là : son accès sur l'IJssel, celui sur la Zuiderzee et la proximité d'un autre pont sur l'IJssel (qui a été ouvert et protégé par une structure extérieure de 1600 au milieu du XIXe siècle) étaient ainsi protégés. Après tout, un pont permanent existait sur le site de l'actuel Stadsbrug depuis 1448.
Jusque dans les années 1970, Kampen possédait trois casernes: la première était la caserne Van Heutsz sur la van Heutszplein sur la Oudestraat. Elle abritait une académie d'artistes jusqu'au début du XXIe siècle, avant de déménager à Zwolle sous le nom d' ArtEZ. Aujourd'hui, la Stadskazerne abrite la bibliothèque de Kampen, les archives de la ville et la radio IJsselmond. Une autre, la Koornmarkt Kazerne, abritait la KNIL (ou Koninklijk Nederlandsch-Indisch Leger c'est-à-dire l'Armée royale des Indes néerlandaises), avec entre autres, une école de formation d'officier. L'Université théologique de Kampen (nl) s'y trouve actuellement. Il y avait aussi une caserne sur la Vloeddijk où un cours de formation d'officier pouvait être reçu, ce bâtiment est maintenant utilisé par Quintus, un centre d'éducation artistique. Comme les soldats pouvaient également prendre leur retraite, il y avait aussi une maison pour les soldats sur le Nieuwe Markt (au Moyen-Âge, cet emplacement était un jardin appartenant aux moines de l'Eglise des frères (nl) voisine).

## Galerie

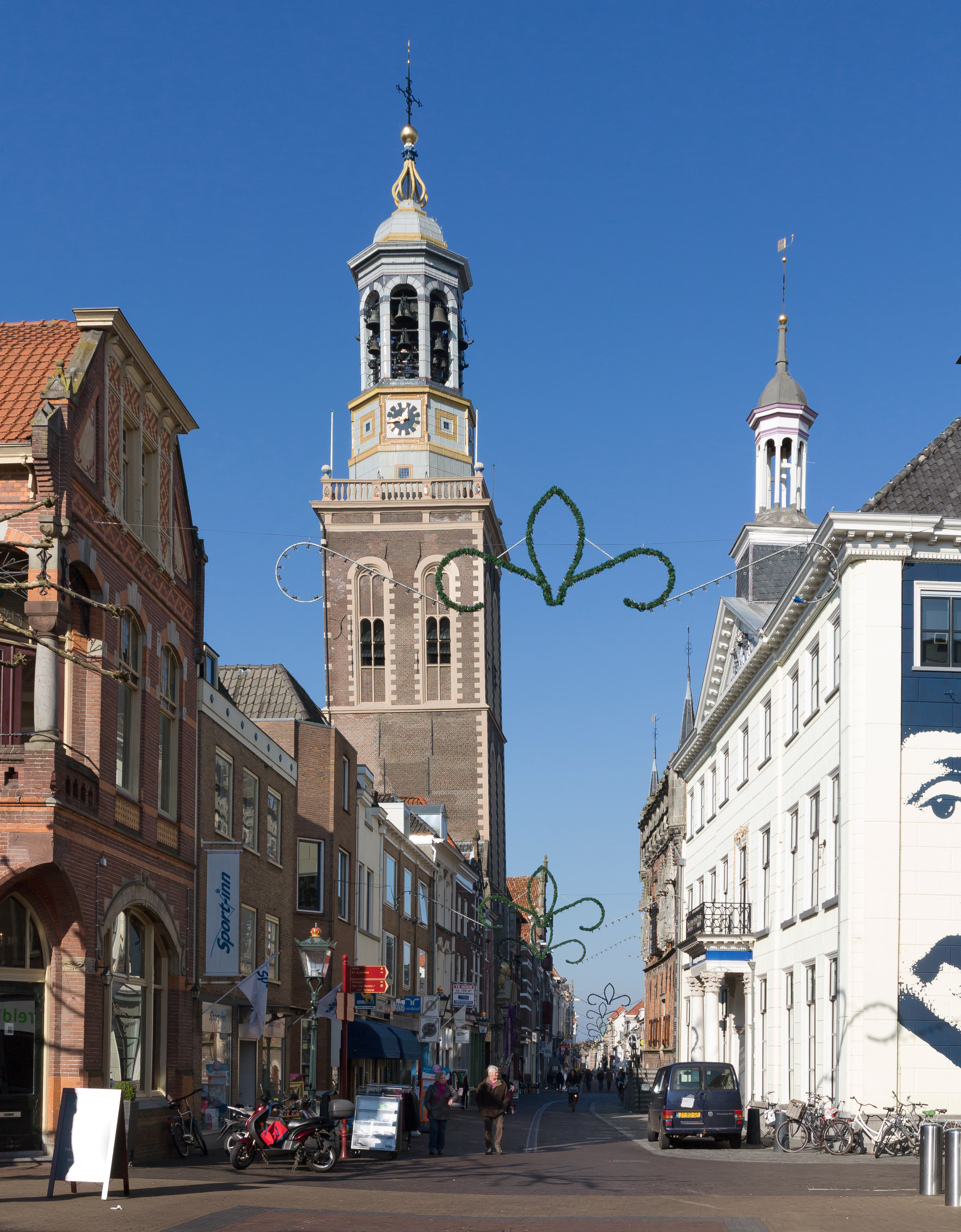
De Nieuwe Toren (La tour nouvelle)
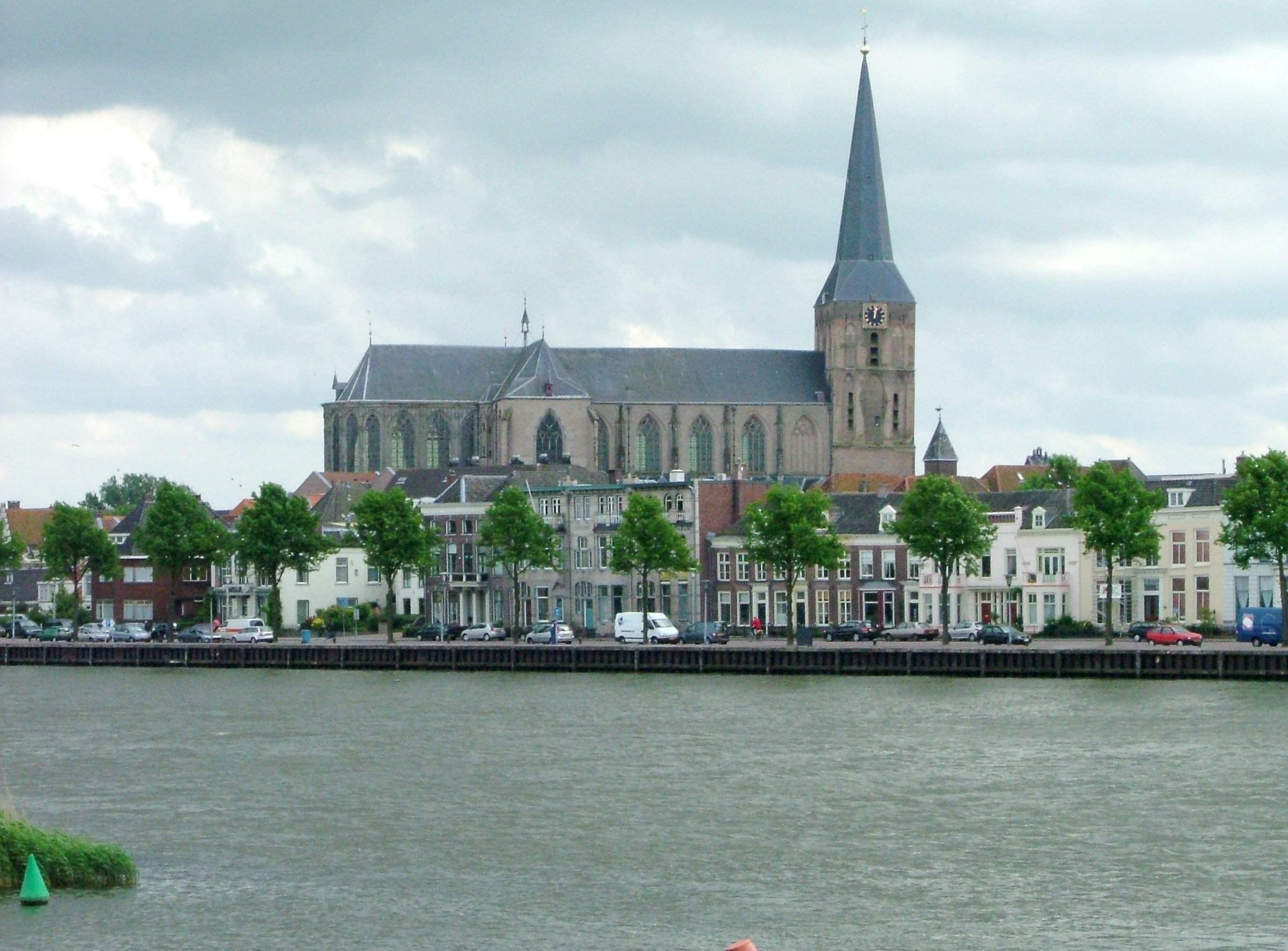
L'église: de Bovenkerk
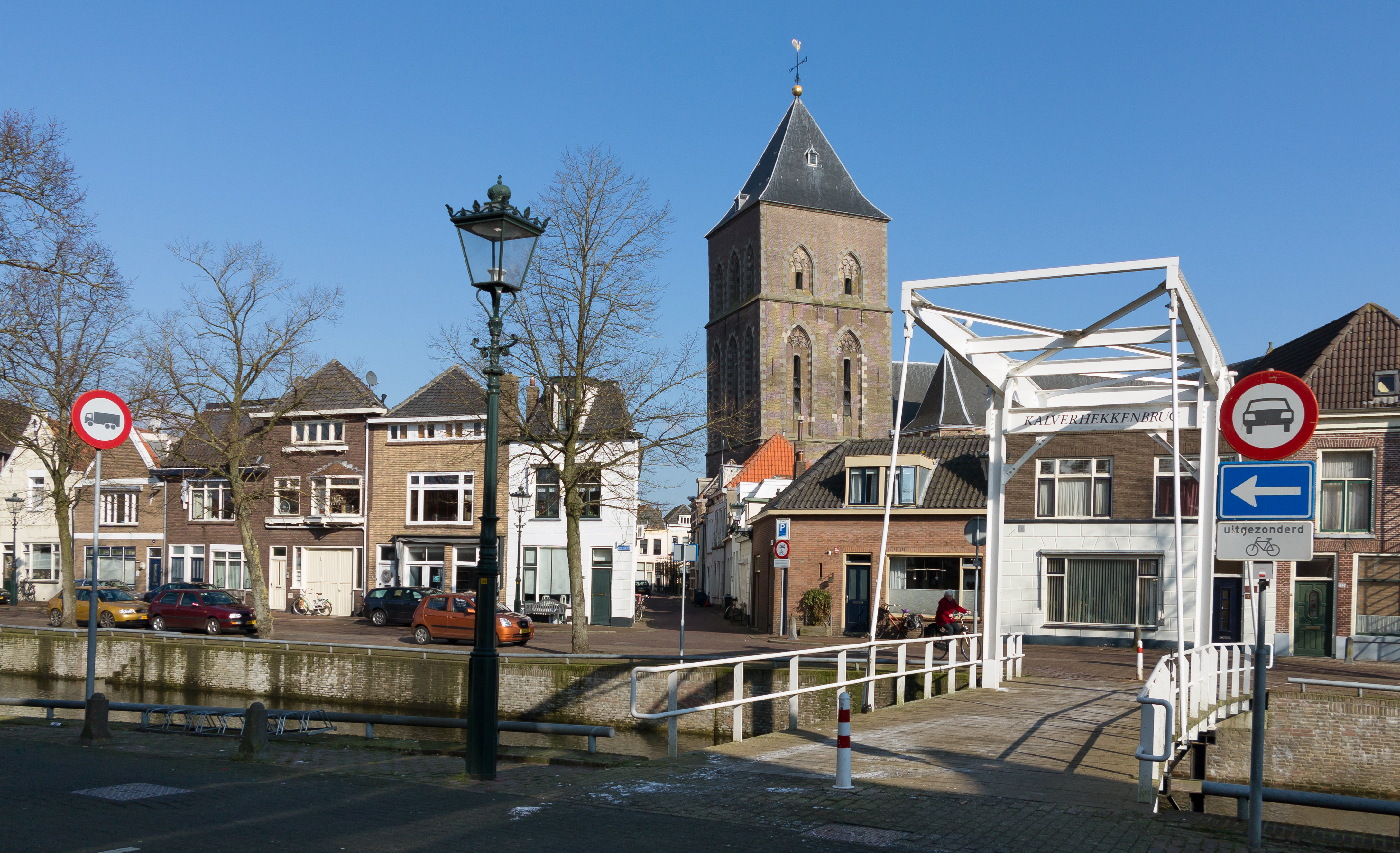
Le pont de Kalverhekkenbrug et l'église de Buitenkerk
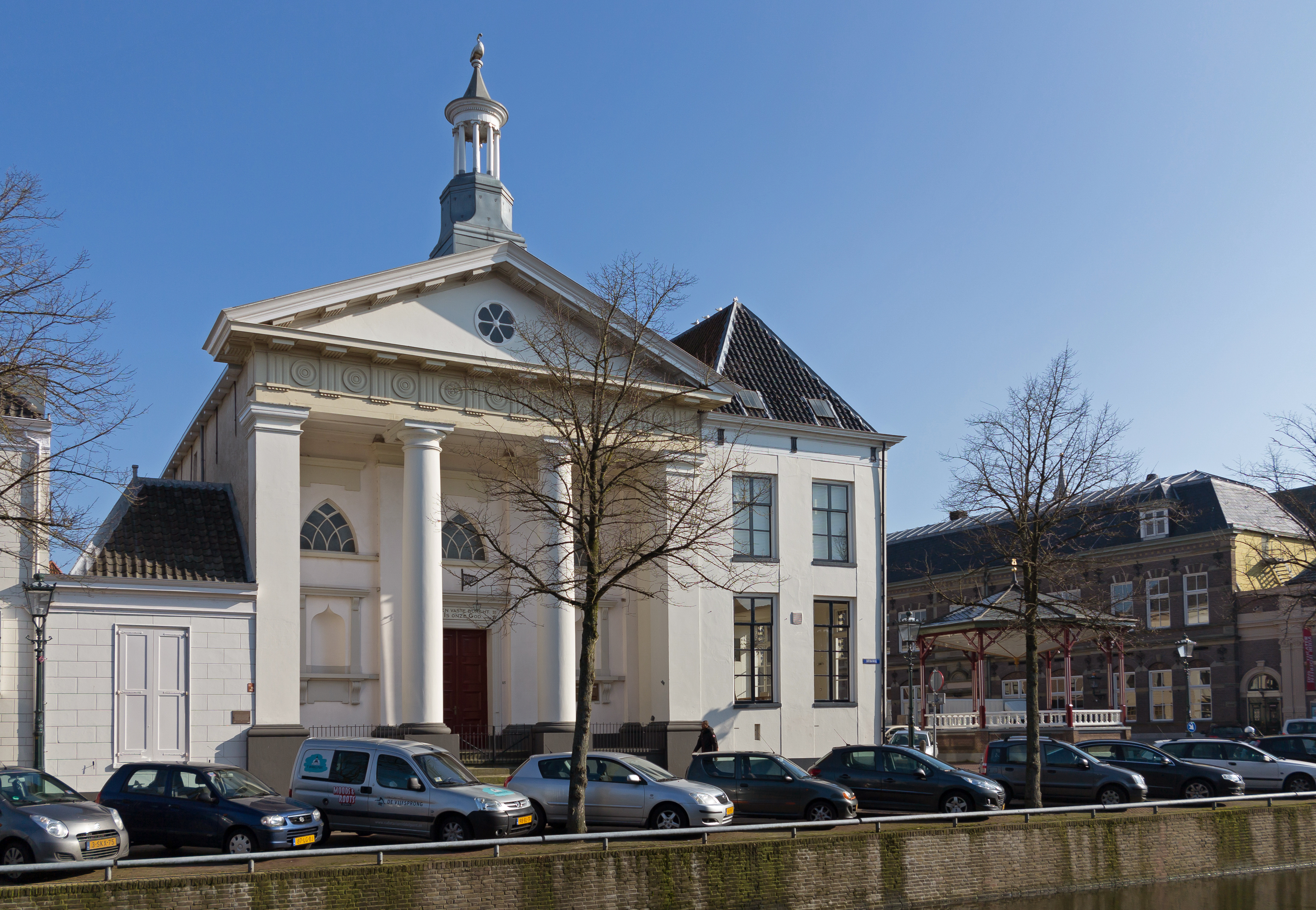
L'église protestante
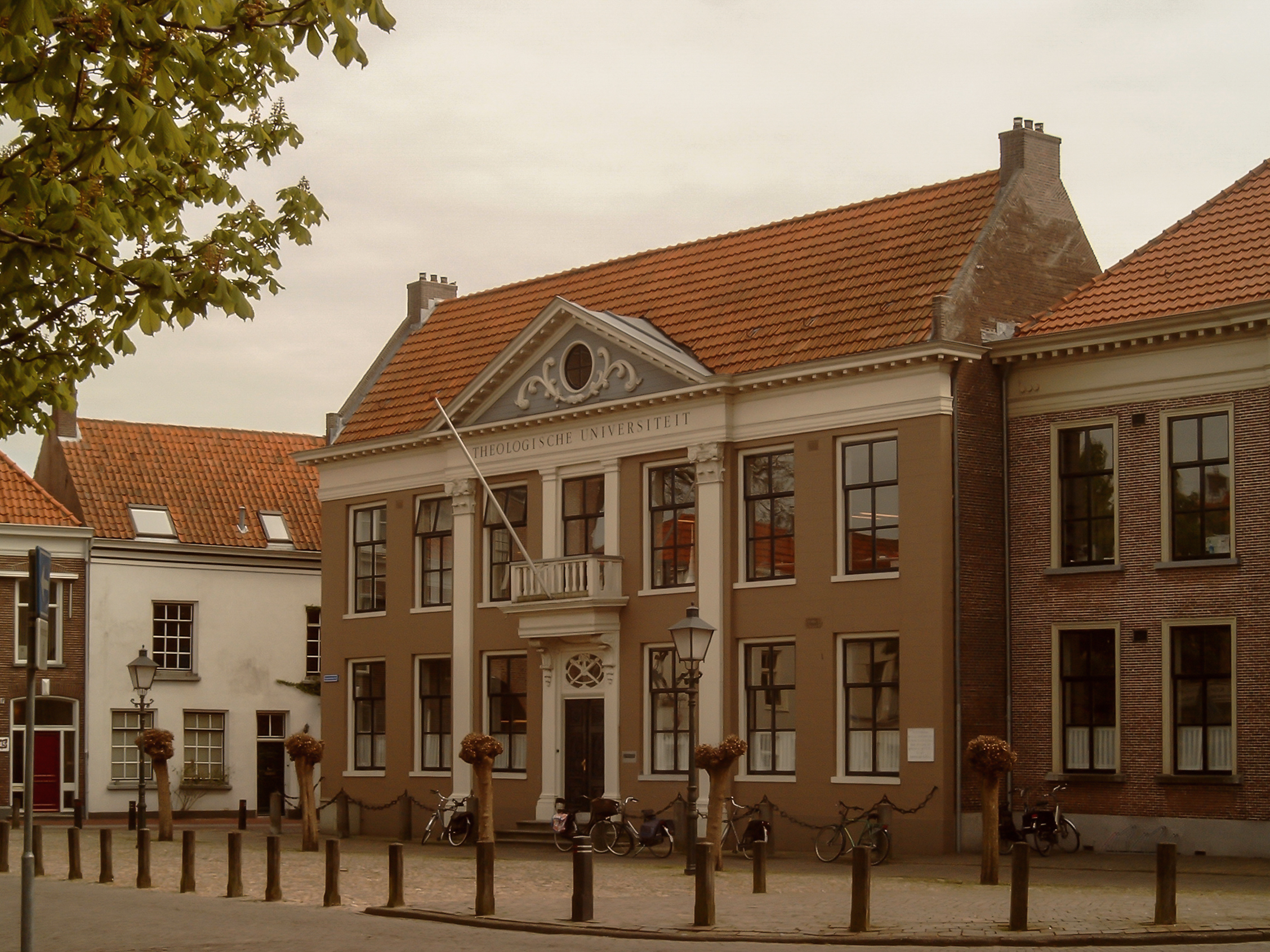
La faculté de Théologie
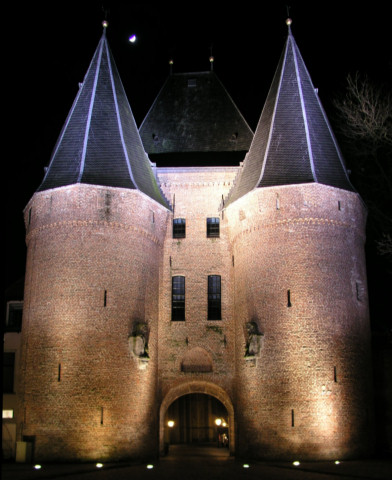
Porte de Koornmarktspoort (La porte du marché au grain)
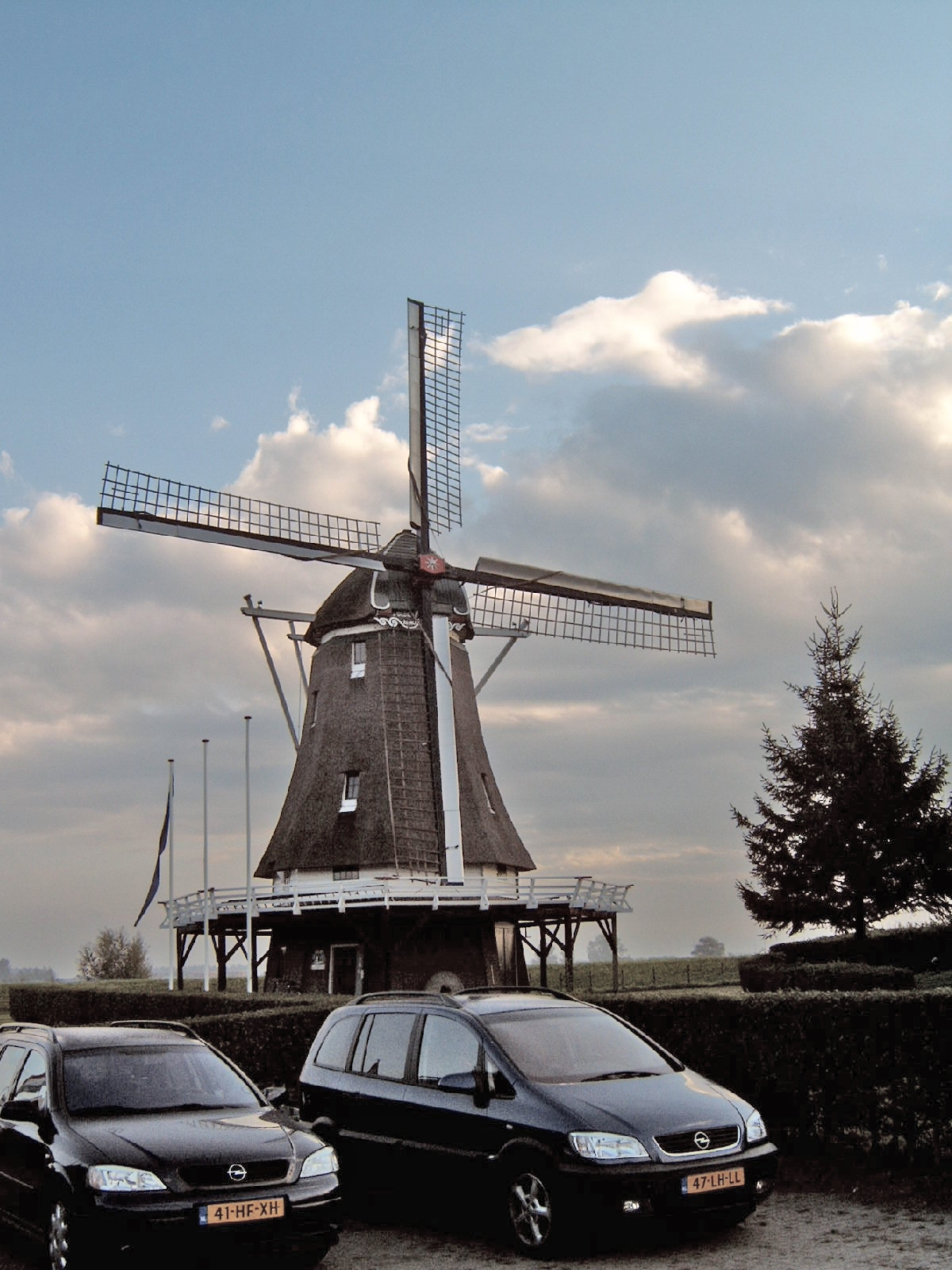
Moulin: d'Olde Zwarver
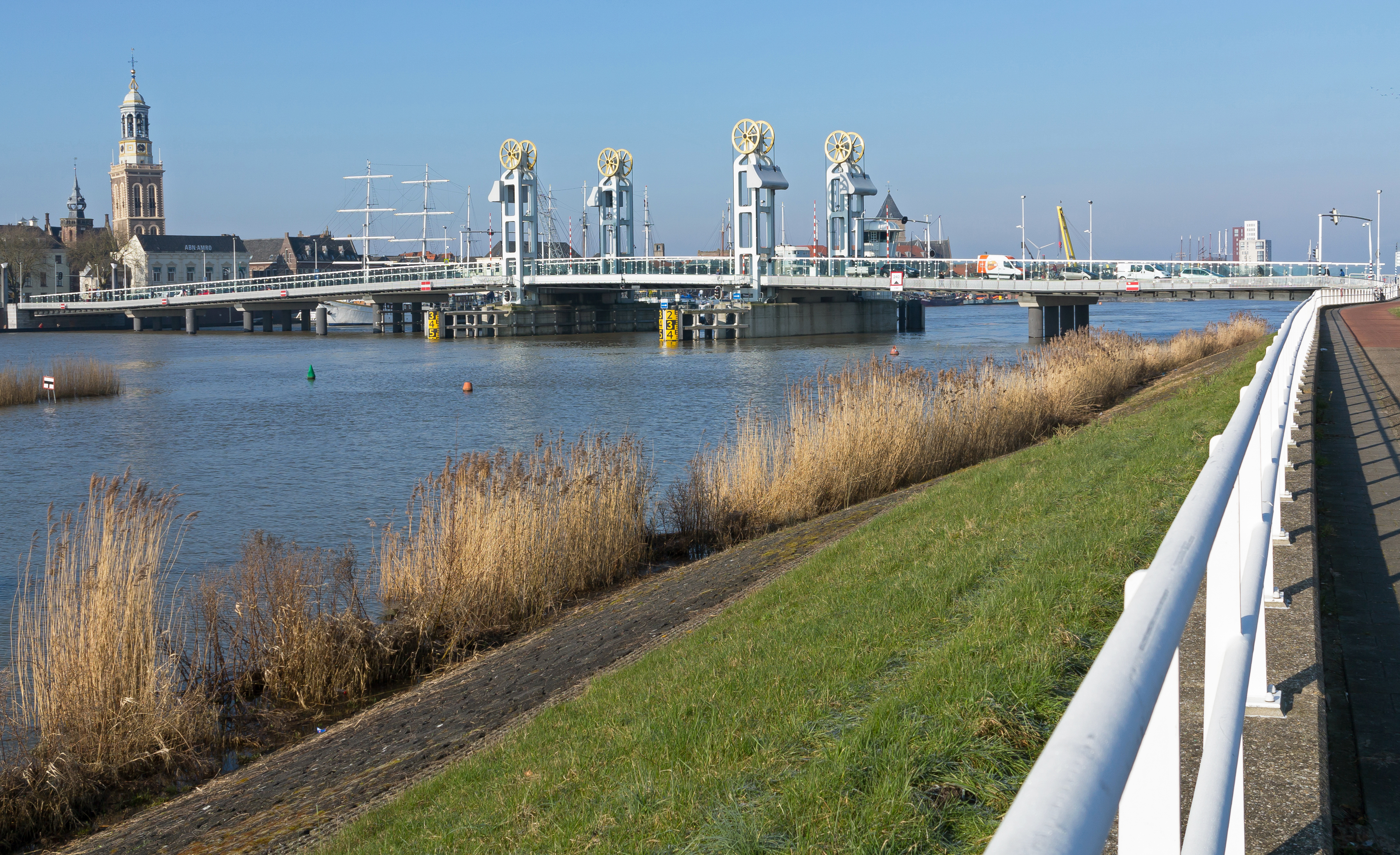
Le pont: de Stadsbrug
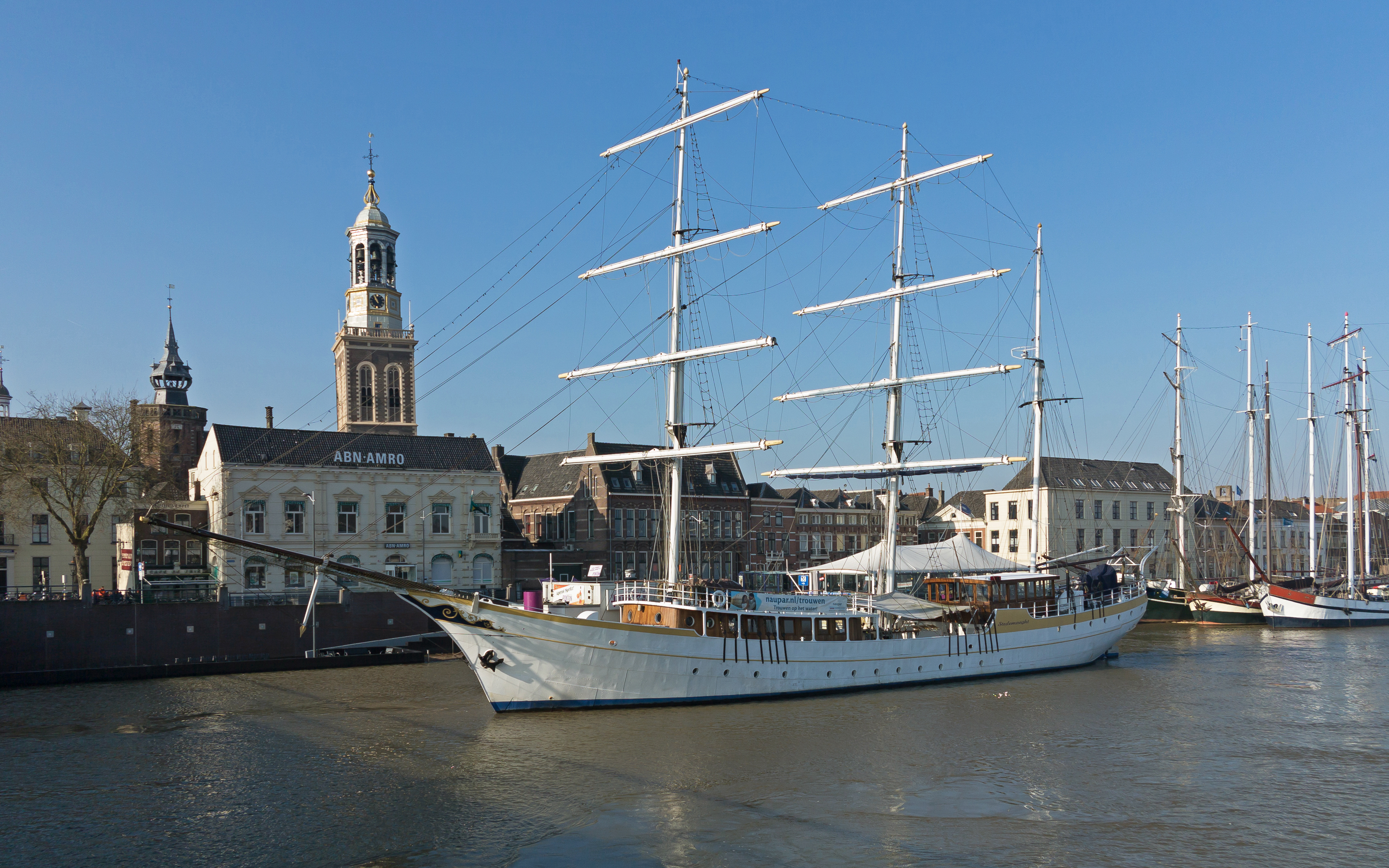
Le bateau au quai de l' IJsselkaded
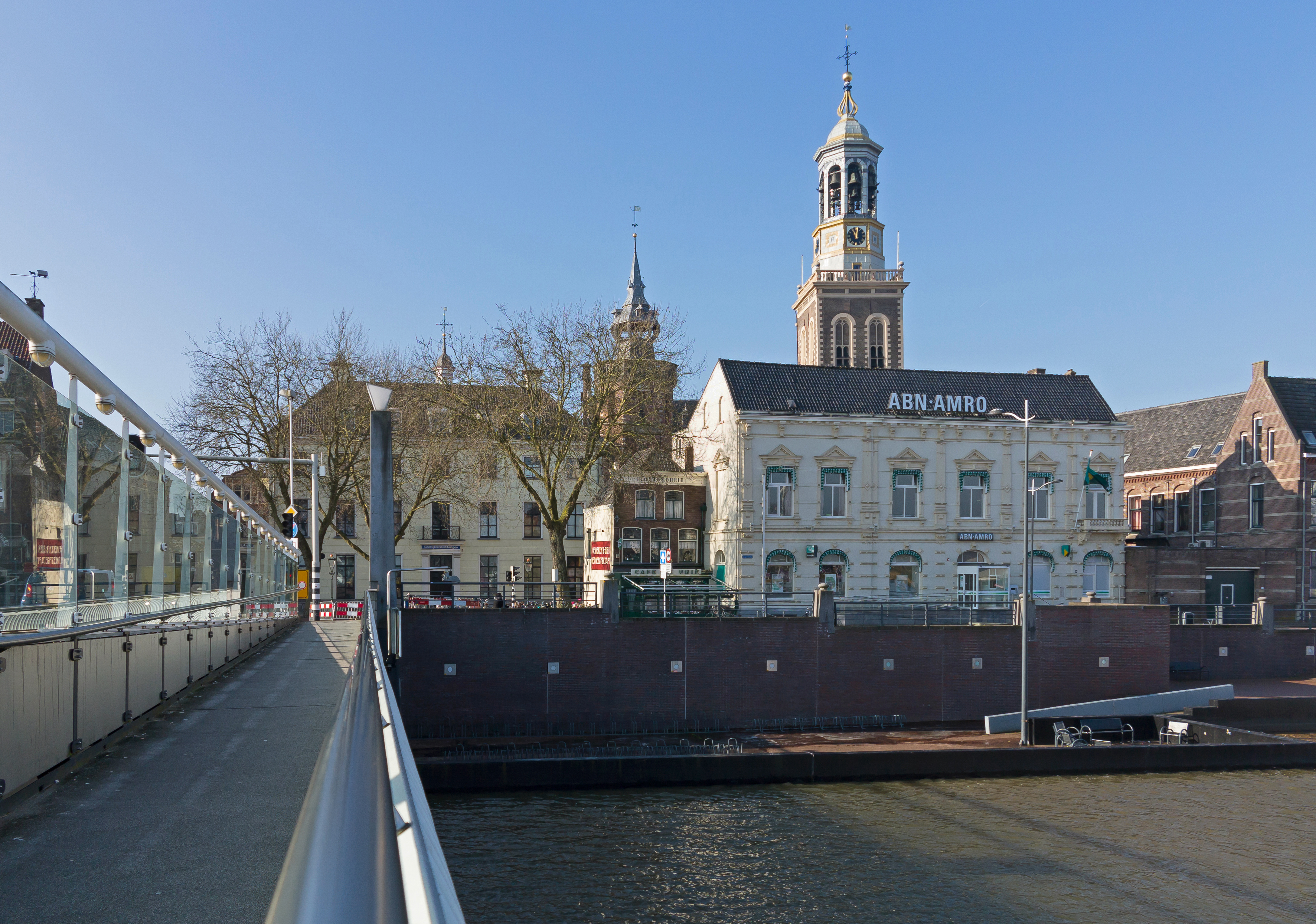
Bâtiment commercial ABN Amrobank au quai de l' IJsselkade
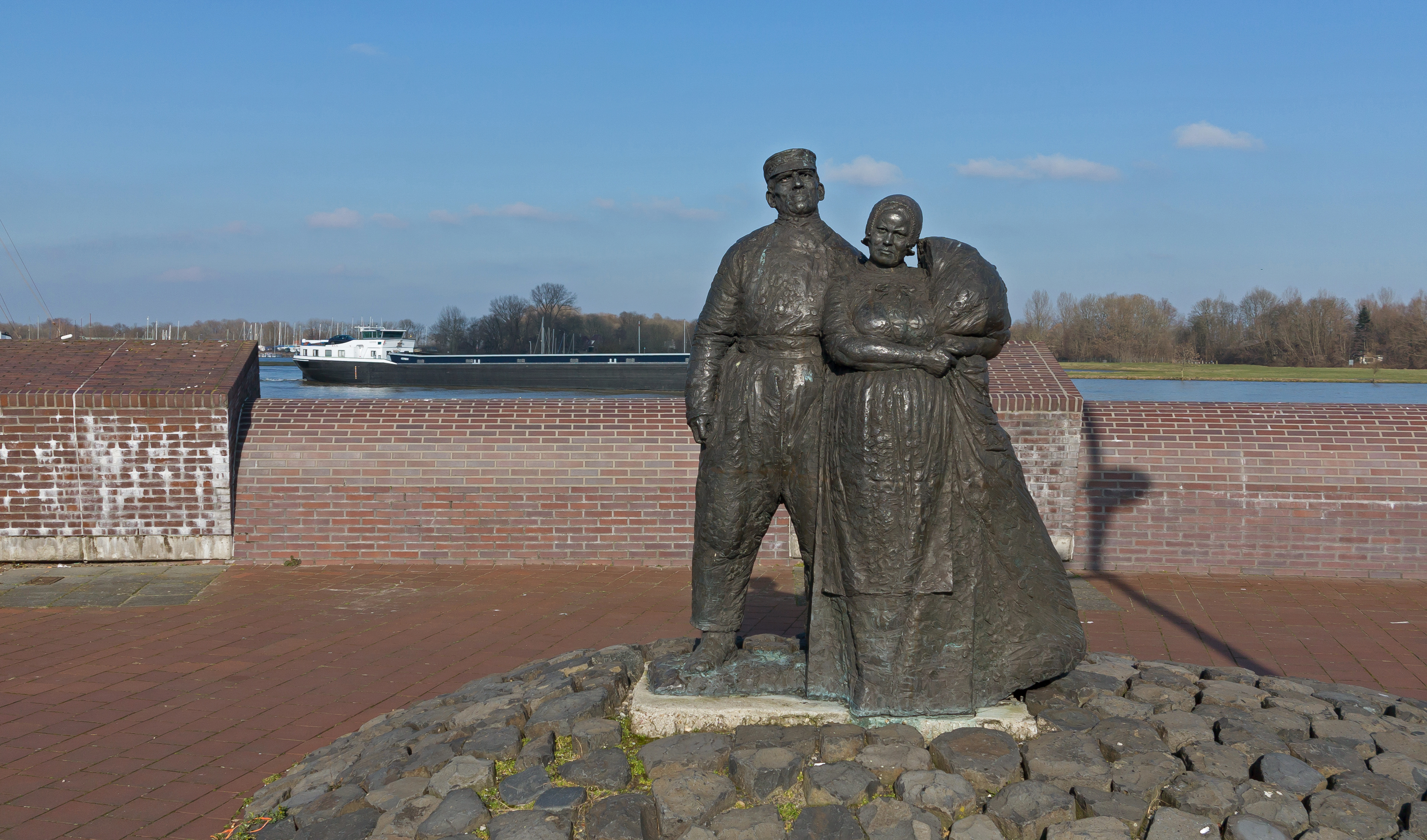
Le monument het Schokkermonument
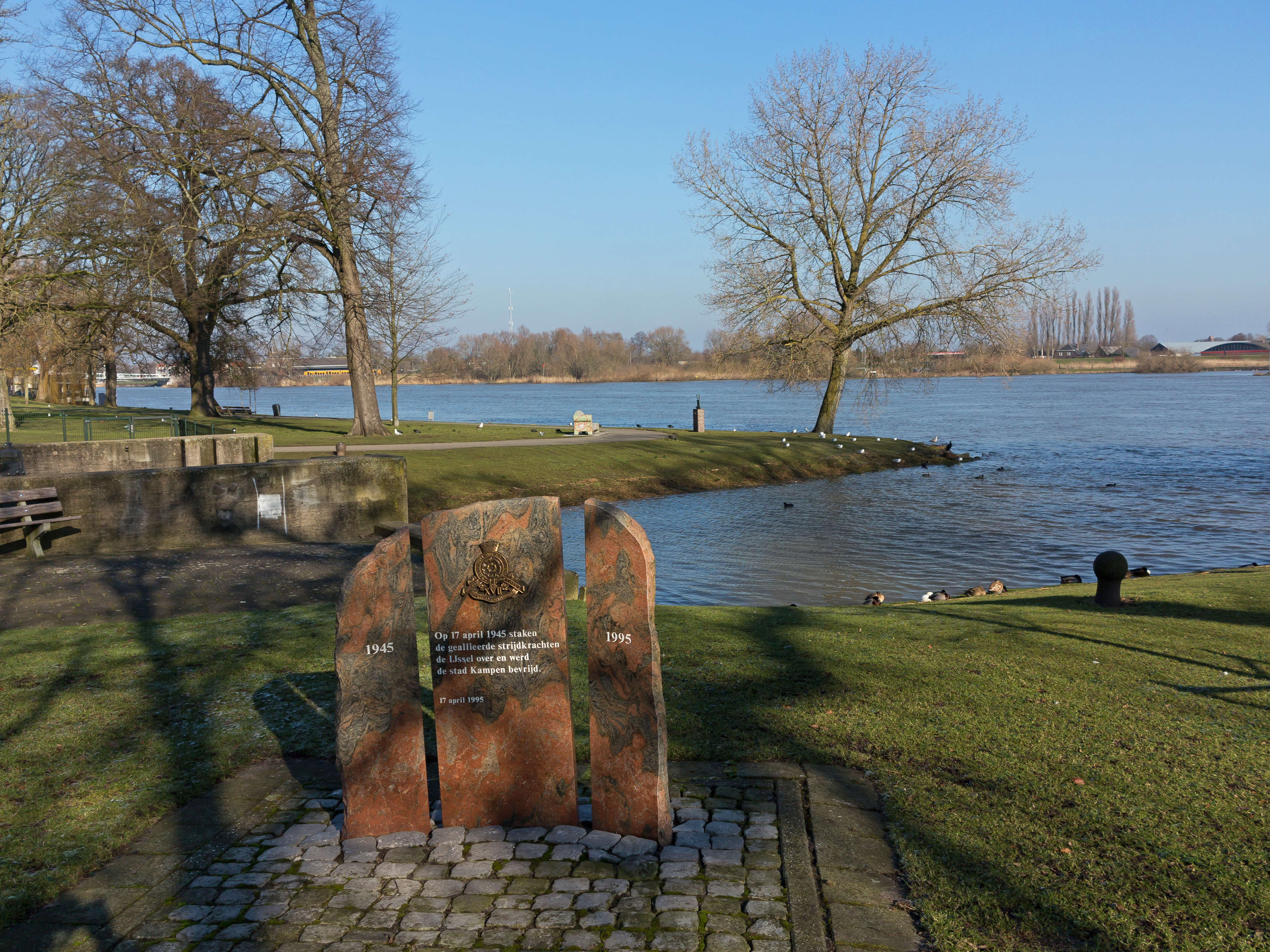
Le Monument de libération au quai de De La Sablonairekade
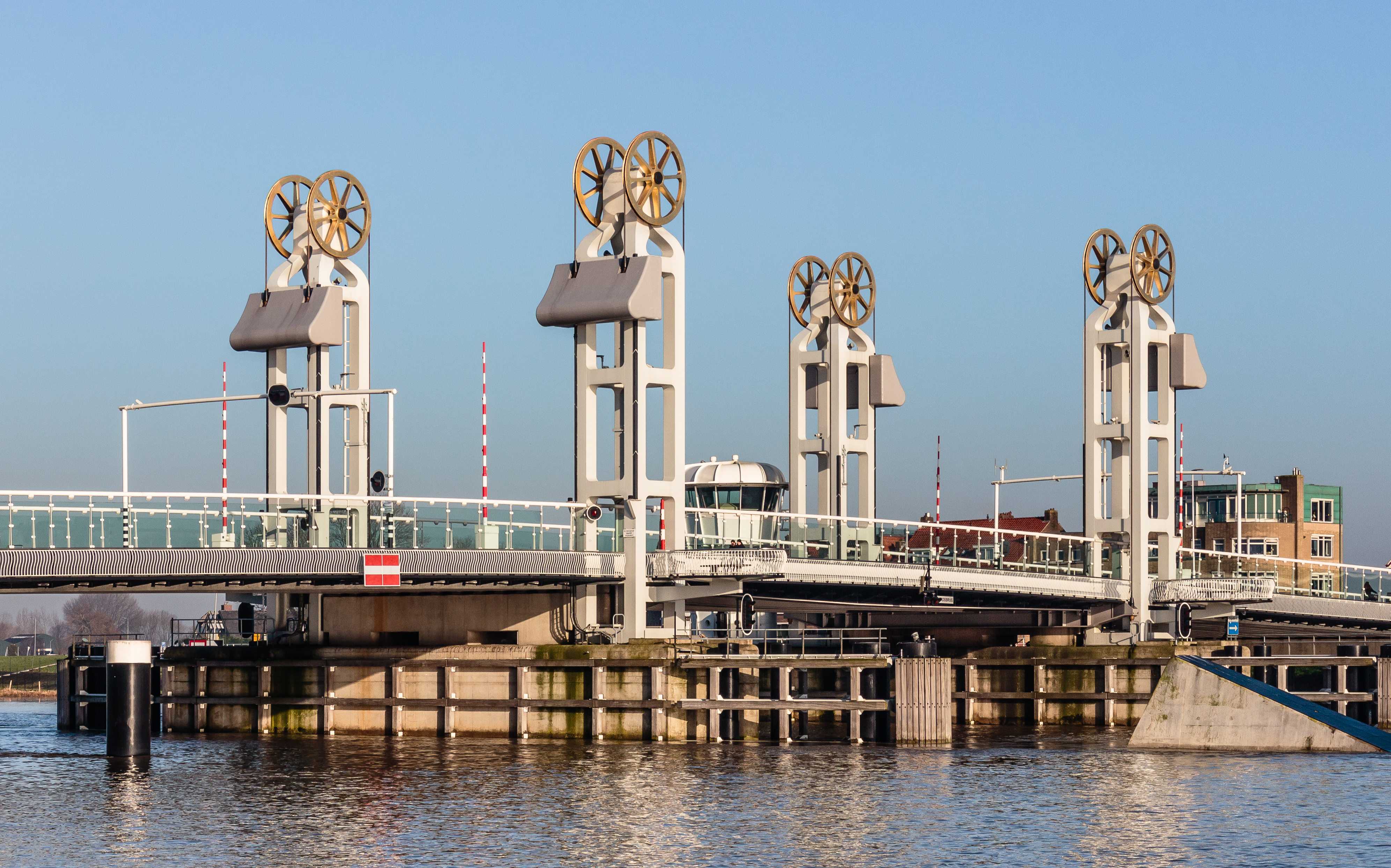
Stadsbrug (Kampen) (nl), un pont levant sur l'IJssel. Janvier 2022.

## Personnalités
- Albert Pighius (vers 1490 - 1542), mathématicien et controversiste, né à Kampen.
- Cornelia toe Boecop (1551-1629), peintre néerlandaise.
- Le peintre Hendrick Avercamp (1585-1634) fut surnommé « le muet de Kampen ».
- Maria Heyns (1604 ou 1615 - 1647 ?), auteur du Bloemenhof der doorluchtige voorbeelden (Jardin de fleurs des exemples illustres) inspiré par Montaigne, est née à Kampen.
- Jan Peterszoon (Johannes Petrejus) (XVIe siècle), imprimeur, entre autres du Kamper liedboek.
- Jean-Guillaume de Winter (1761- 1812), amiral puis général néerlandais de la Révolution française et de l’Empire
- Herman Rasschaert (1922-1964), jésuite victime de la violence interreligieuse en Inde, né à Kampen.
- Petra van Staveren (1966-), championne olympique de natation.
- Jaap Stam (1972-), footballeur